# Оберж-де-Кастій
35°53′45″ пн. ш. 14°30′41″ сх. д. / 35.895833333333° пн. ш. 14.511388888889° сх. д.

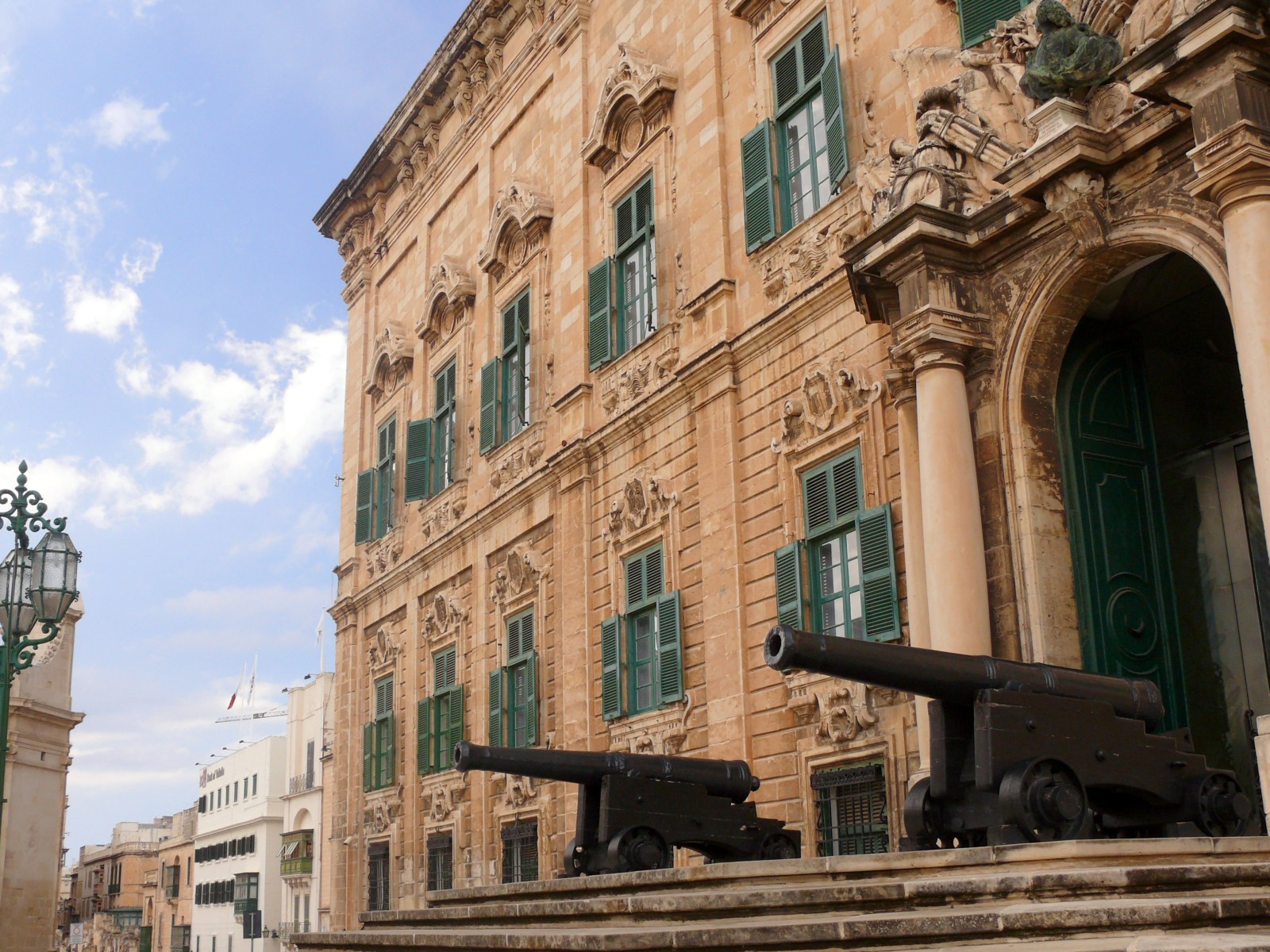
Оберж-де-Кастій у Валлетті

Оберж-де-Кастій (фр. Auberge de Castille, що означає «кастильська таверна») — резиденція прем'єр-міністра Мальти, розташована у Валлетті.

## Історія
Коли лицарі мальтійського ордену будували Валлетту, вони створили в місті заїжджі будинки для семи з восьми своїх «язиків» (об'єднань). Ці будинки переважно слугували за резиденції для лицарів, у яких не було власного будинку на Мальті. Крім цього в них часто зупинялися мандрівники, що прибували на острів.
Оберж-де-Кастій спроєктував та побудував мальтійський архітектор Джироламо Кассар 1574 року. Особняк став офіційною резиденцією лицарів Кастилії, Леона та Португалії, одного з найбільш впливових об'єднань в ордені. Лицарі цього об'єднання відповідали за захист Валлетти в районі бастіону св. Барбари. 
Оберж-де-Кастій, що будувався на пагорбі в сільській місцевості, тепер знаходиться поблизу Валлети, на найвищій її точці. 1741 року Оберж-де-Кастій був повністю відремонтований, але пізніше, під час французької окупації (1799–1800) та Другої світової війни (1939–1945), зазнав деяких пошкоджень.
Після того як лицарі покинули острів, Оберж-де-Кастій використовували як штаб-квартири британської армії. З 1972 році, після проголошення незалежності Мальти, там розміщується резиденція прем'єр-міністра країни.
2008 року портик Оберж-де-Кастий був зображений на колекційних монетах євро.